# Kurt Schüppel
Kurt Schüppel (* 8. Dezember 1912 in Wasa, Finnland; † nach 1939) war ein deutscher Lehrer und Funktionär der Hitler-Jugend.

## Leben
Schüppel absolvierte eine Ausbildung zum Studienassessor und trat nach Lockerung der Mitgliedersperre am 1. Juni 1937 der NSDAP (Mitgliedsnummer 3.936.650) bei, nachdem er seit 1933 bereits der SA und dem NSLB angehört hatte. Als Volksschullehrer für Mathematik und Jungbannführer wirkte er zunächst in Marienberg im Erzgebirge. 1937 wechselte er nach Portugal, wo er als Lehrer an der deutschen Realschule in Lissabon eingesetzt war. Im Zweiten Weltkrieg arbeitete er in der Landesjugendführung der Hitler-Jugend in Portugal und wurde mehrfach befördert.